# Mors-Thy Håndbold
Maillots
Actualités
Dernière mise à jour : 21 juin 2021.
Le Mors-Thy Håndbold est un club de handball, situé a Nykøbing Mors dans le Jutland du Nord au Danemark, Le club évolue actuellement en Håndboldligaen.

## Histoire
Le Mors-Thy Håndbold a été fondé à la suite de la fusion entre le HF Mors et le Thisted IK.
Demi-finaliste du championnat 2012-2013, le club se qualifie pour le deuxième tour de la Coupe de l'EHF 2013-2014 et entre pour la première fois de son histoire sur la scène européenne. D'abord vainqueur des Norvégiens du Fyllingen Håndball (26-18 et 27-28), le Mors-Thy Håndbold échoue au troisième tour face aux Roumains du HCM Constanța (26-27;32-26). En Championnat, le club se classa à la décevante dixième place mais réussit à terminer premier du groupe 2 des Play-downs et donc réussit à se maintenir.
En 2021, le club obtient son premier titre national en remportant la coupe du Danemark en battant en finale le Aalborg Håndbold, tout juste vice-champion d'Europe.

## Joueur célèbre
- Henrik Toft Hansen

## Effectif actuel
| N° | Poste | Nom                    | Date de naissance   | Taille | Arrivée | Club précédent        | Sélection |
| -- | ----- | ---------------------- | ------------------- | ------ | ------- | --------------------- | --------- |
| 1  | GB    | Søren Pedersen         | 20/08/1986 (33 ans) | 1,91 m | 2018    | Aalborg Håndbold      | -         |
| 16 | GB    | Nicklas Graugaard Ni   | 02/05/1999 (20 ans) | 1,98 m | 2019    | Skive fH              | -         |
| 5  | ALG   | Bjarke Christensen     | 26/01/1992 (28 ans) | 1,87 m | 2019    | Skjern Håndbold       | -         |
| 22 | ALG   | Jacob Hessellund       | 23/09/1992 (27 ans) | 1,81 m | 2018    | Aalborg Håndbold      | -         |
| 9  | ALD   | Søren Nørgaard         | 23/05/1988 (31 ans) | 1,86 m | 2015    | Lemvig-Thyborøn HB    | -         |
| 11 | ALD   | Lasse Pedersen         | 26/04/1995 (24 ans) | 1,91 m | 2014    | Formé au club         | -         |
| 2  | DC    | Stefan Nielsen         | 05/04/1986 (33 ans) | 1,83 m | 2015    | Skive fH              | -         |
| 10 | DC    | Frederik Tilsted       | 05/07/1999 (20 ans) | 1,93 m | 2018    | Formé au club         | -         |
| 4  | ARG   | Kasper Lindgren        | 26/04/1998 (21 ans) | 2,01 m | 2017    | Formé au club         | -         |
| 15 | ARG   | Jens Dolberg           | 08/01/1999 (21 ans) | 1,90 m | 2019    | Bjerringbro-Silkeborg | -         |
| 17 | ARG   | Erik Thorsteinsen Toft | 14/11/1992 (27 ans) | 1,92 m | 2017    | Elverum Handball      | Norvège   |
| 8  | ARD   | Jonas Gade             | 03/03/1994 (26 ans) | 1,93 m | 2019    | Lemvig-Thyborøn HB    | -         |
| 14 | ARD   | Marcus Dahlin          | 29/05/1991 (28 ans) | 2,03 m | 2015    | ØIF Arendal           | Suède     |
| 26 | ARD   | Mads Hoxer Hangaard    | 06/12/2000 (19 ans) | 1,95 m | 2018    | Formé au club         | -         |
| 3  | PVT   | Allan Toft Hansen      | 16/05/1996 (23 ans) | 1,97 m | 2013    | Skive fH              | -         |
| 18 | PVT   | Emil Bergholt          | 25/08/1997 (22 ans) | 1,90 m | 2019    | TM Tønder             | -         |
| 25 | PVT   | Sebastian Hedegaard    | 18/05/1999 (20 ans) | 2,01 m | 2017    | Formé au club         | -         |

## Parcours européen du club
| Saison    | Compétition         | Tour           | Opposant           | Aller | Retour | Résultat | Rapport |
| 2013-2014 | Coupe de l'EHF (C3) | Deuxième tour  | Fyllingen Håndball | 26-18 | 28-27  | 54-45    | Rapport |
| 2013-2014 | Coupe de l'EHF (C3) | Troisième tour | HCM Constanța      | 26-27 | 26-32  | 52-59    | Rapport |

1. ↑  Seuls les principaux titres en compétitions officielles sont indiqués ici.